# Chaplin contra Fatty
Chaplin contra Fatty er en amerikansk stumfilm fra 1914 af Mack Sennett.

## Medvirkende
- Roscoe 'Fatty' Arbuckle - Pug
- Minta Durfee
- Edgar Kennedy - Cyclone Flynn
- Charles Chaplin - Referee
- Frank Opperman